# Тропоміозин-4
Тропоміозин-4 (англ. Tropomyosin 4) – білок, який кодується геном TPM4, розташованим у людей на короткому плечі 19-ї хромосоми.  Довжина поліпептидного ланцюга білка становить 248 амінокислот, а молекулярна маса — 28 522.
| 10         |  | 20         |  | 30         |  | 40         |  | 50         |
| ---------- |  | ---------- |  | ---------- |  | ---------- |  | ---------- |
| MAGLNSLEAV |  | KRKIQALQQQ |  | ADEAEDRAQG |  | LQRELDGERE |  | RREKAEGDVA |
| ALNRRIQLVE |  | EELDRAQERL |  | ATALQKLEEA |  | EKAADESERG |  | MKVIENRAMK |
| DEEKMEIQEM |  | QLKEAKHIAE |  | EADRKYEEVA |  | RKLVILEGEL |  | ERAEERAEVS |
| ELKCGDLEEE |  | LKNVTNNLKS |  | LEAASEKYSE |  | KEDKYEEEIK |  | LLSDKLKEAE |
| TRAEFAERTV |  | AKLEKTIDDL |  | EEKLAQAKEE |  | NVGLHQTLDQ |  | TLNELNCI   |

A: Аланін

C: Цистеїн

D: Аспарагінова кислота

E: Глутамінова кислота

F: Фенілаланін

G: Гліцин

H: Гістидин

I: Ізолейцин

K: Лізин

L: Лейцин

M: Метіонін

N: Аспарагін

Q: Глутамін

R: Аргінін

S: Серин

T: Треонін

V: Валін

Цей білок за функцією належить до м'язових білків. 
Білок має сайт для зв'язування з молекулою актину, іонами металів, іоном кальцію. 
Локалізований у цитоплазмі, цитоскелеті.